# Cleome
- Commons
- Wikispecies

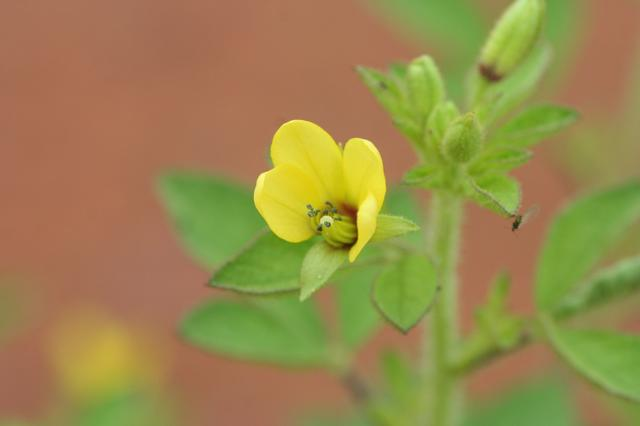
Cleome viscosa

Cleome L. é um género botânico pertencente à família Cleomaceae.

## Sinonímia
| - Gynandropsis DC. - Chilocalyx Klotzsch - Dianthera Klotzsch - Justago Kuntze - Pedicellaria Schrank | - Physostemon Mart. - Rorida J.F. Gmel. - Tetrateleia Arw. - Tetratelia Sond. |

## Espécies
| - Cleome aculeata L. - Cleome anomala Kunth - Cleome arborea Kunth - Cleome augustinensis (Hochr.) Briq. - Cleome chilensis DC. - Cleome cordobensis Eichler ex Griseb. - Cleome diffusa Banks ex DC. - Cleome eosina J.F.Macbr. - Cleome flexuosa F.Dietr. - Cleome gigantea L. - Cleome glabra Taub. ex Glaz. - Cleome guianensis Aubl. - Cleome gynandra L. - Cleome hassleriana Chodat - Cleome herrerae J.F.Macbr. - Cleome hirta (Klotzsch) Oliv. - Cleome iberica DC. - Cleome isomeris Greene - Cleome lanceolata (Mart. & Zucc.) H.H.Iltis - Cleome lechleri Eichler - Cleome lutea Hook. - Cleome micrantha Desv. ex Ham. - Cleome monophylla L. | - Cleome multicaulis DC. - Cleome ornithopodioides L. - Cleome paludosa Willd. ex Eichler - Cleome parviflora Kunth - Cleome pilosa - Cleome platycarpa Torr. - Cleome psoraleifolia DC. - Cleome rubella Burch. - Cleome rutidosperma DC. - Cleome serrata Jacq. - Cleome serrulata Pursh - Cleome sparsifolia S.Wats. - Cleome speciosa Raf. - Cleome spinosa Jacq. - Cleome stenophylla Klotzsch ex Urban - Cleome stylosa Eichler - Cleome titubans Speg. - Cleome trachycarpa Klotzsch ex Eichler - Cleome tucumanensis H.H.Iltis - Cleome violacea L. - Cleome viridiflora Schreb. - Cleome viscosa L. - Cleome werdermannii A. Ernst |

- Lista completa

## Classificação do gênero
| Sistema | Classificação                        | Referência               |
| ------- | ------------------------------------ | ------------------------ |
| Linné   | Classe Tetradynamia, ordem Siliquosa | Species plantarum (1753) |